# Lyudmila Bragina
Lyudmila Ivanovna Bragina (Yekaterimburgo, 24 de julho de 1943) é uma ex-atleta soviética de meio fundo.
Depois de estabelecer uma nova marca mundial para os 1500 metros em julho de 1972 em Moscou, ela tornou-se campeã olímpica da mesma prova em Munique 1972, quando também estabeleceu um recorde olímpico e mundial, 4m01s38, depois de quebrar por duas vezes, nas eliminatórias e na semifinal, o próprio recorde conquistado dois meses antes na capital soviética. Ela  também conquistou o recorde mundial dos 3000 metros por três vezes.
Foi campeã nacional desta prova entre 1968 e 1974 e um total de onze vezes campeã soviética dos 1500, 3000 m e cross-country combinados. É condecorada com a Ordem da Bandeira Vermelha do Trabalho pelo governo da União Soviética.